# Lonicera subhispida
Lonicera subhispida är en kaprifolväxtart som beskrevs av Takenoshin Nakai. Lonicera subhispida ingår i släktet tryar, och familjen kaprifolväxter. Inga underarter finns listade i Catalogue of Life.